# Lasiolabops
Lasiolabops is een geslacht van wantsen uit de familie van de Miridae (Blindwantsen). Het geslacht werd voor het eerst wetenschappelijk beschreven door Bertil Robert Poppius in 1914.

## Soorten
Het genus bevat de volgende soorten:

- Lasiolabops cosmopolites Schuh, 1984
- Lasiolabops irianicus Schuh, 1984
- Lasiolabops kokoda Schuh, 1984
- Lasiolabops obscurus Poppius, 1914